# Francis Jammes
Francis Jammes (n. 2 decembrie 1868 - d. 1 noiembrie 1938) a fost un poet francez.
A scris o lirică simbolistă de transfigurare în spirit franciscan a universului arcadic provincial și a sentimentului comuniunii cu natura-mamă, cu toate făpturile umile, remarcabilă prin savoarea frustă și spontană a notațiilor, subtilitatea tonurilor și frumusețea versului de influență verlainiană.

## Scrieri
- 1898: De la ruga din zori la cea de seară ("De l'angélus de l'aube à l'angélus du soir")
- 1899: Clara d'Ellébeuse
- 1901: Doliul primulelor ("Le Deuil des Primevères")
- 1901: Almaïde d'Etremont
- 1903: Romanul iepurelui ("Le Roman du lièvre")
- 1911/1912: Georgicele creștine ("Les Géorgiques chrétiennes")
- 1926: Franța mea poetică ("Ma France poétique").